# Activació neutrònica
L'activació per neutrons (també de nominada activació amb neutrons o activació neutrònica ) és el procés en què la radiació de neutrons indueix radioactivitat en els materials irradiats, i es produeix quan un nucli atòmic captura neutrons lliures, tornant-se més pesat i entrant en un estat excitat . El nucli excitat decau immediatament emetent raigs gamma, o partícules beta, alfa, productes de la fissió nuclear i neutrons (en els processos de fissió nuclear ). Per tant, el procés de captura neutrònica, fins i tot després de qualsevol desintegració intermèdia, sovint dona com a resultat la formació d'un producte activat inestable. Aquests nuclis radioactius poden exhibir períodes de semidesintegració que van des de petites fraccions de segon fins a molts anys.
L'activació per neutrons és l'única forma àmpliament usada d'induir que un material estable es torni intrínsecament radioactiu. Tots els materials naturals, inclosos l'aire, l'aigua i el terra, poden ser induïts (activats) mitjançant la captura de neutrons a emetre certa quantitat de radioactivitat en diversos graus, com a resultat de la producció de radioisòtops rics en neutrons. Alguns àtoms requereixen més d'un neutró per tornar-se inestables, cosa que els fa més difícils d'activar perquè la probabilitat d'una captura doble o triple per part d'un nucli és menor que la d'una captura simple. L'aigua, per exemple, està formada per hidrogen i oxigen. L'hidrogen requereix una doble captura per assolir la inestabilitat com a triti ( hidrogen-3 ), mentre que oxigen natural ( oxigen-16 ) requereix tres captures per tornar-se inestable oxigen-19 . Per tant, l'aigua és relativament difícil d'activar, en comparació del clorur de sodi ( Na Cl ), on tant els àtoms de sodi com els de clor es tornen inestables amb una sola captura cadascun. Aquests fets es van experimentar de primera mà a la sèrie de proves atòmiques de l'Operació Crossroads el 1946.

## Exemples
Un exemple d'aquest tipus de reacció nuclear ocorre en la producció de cobalt-60 dins d'un reactor nuclear : el cobalt-60 es desintegra mitjançant l'emissió d'una partícula beta i raigs gamma en níquel -60. Aquesta reacció té una vida mitjana d'aproximadament 5,27 anys i, a causa de la disponibilitat de cobalt-59 (100% de la seva abundància natural ), aquest isòtop bombardejat amb neutrons és una font valuosa de radiació ionitzant (és a dir, radiació gamma) per a radioteràpia .
59
27Co + 1
0n → 60
27Co
En altres casos, i depenent de l'energia cinètica dels neutrons, la captura d'un neutró pot provocar fissió nuclear : la divisió del nucli atòmic en dos nuclis més petits. Si la fissió requereix una aportació d'energia, aquesta prové de l'energia cinètica del neutró. Un exemple d'aquest tipus de fissió en un element lleuger pot passar quan l'isòtop estable de liti, el liti-7, és bombardejat amb neutrons ràpids i pateix la reacció nuclear següent:
7
3Li + 1
0n
 → 4
2He + 3
1H + 1
0n + raigs gamma + energia cinètica
En altres paraules, la captura d'un neutró pel liti-7 provoca que aquest es divideixi en un nucli energètic d'heli (una partícula alfa ), un nucli d'hidrogen ( triti ) i un neutró lliure. L'incident de Castle Bravo, en què la prova de la bomba termonuclear a l'Atol Bikini realitzada el 1954 va produir una explosió amb una potència 2,5 vegades més gran que l'esperada, va ser causat per la probabilitat inesperadament alta d'aquesta reacció.
A les àrees situades al voltant d'un reactor d'aigua a pressió o d'un reactor d'aigua en ebullició durant el funcionament normal, es produeix una quantitat significativa de radiació a causa de l'activació de la temperatura neutrònica de l'oxigen de l'aigua refrigerant mitjançant una reacció (n,p) . El nucli d'oxigen-16 activat emet un protó (nucli d'hidrogen) i es transmuta en nitrogen-16, que té una vida molt curta (7,13 segons) abans de descompondre's novament en oxigen-16 (emetent partícules beta de 6,13 MeV).
16
8O + 1
0n
 → 1
1p
 + 16
7N (decau ràpidament)
Aquesta activació de l'aigua refrigerant requereix protecció radiològica addicional al voltant de la planta del reactor nuclear. Els raigs gamma d'alta energia generats a la segona reacció són les radiacions més perilloses associades amb aquest procés. Aquesta és la raó per la qual l'aigua procedent de l'interior del nucli d'un reactor nuclear s'ha de protegir fins que la radiació disminueixi. Generalment, n'hi ha prou amb un o dos minuts.
En instal·lacions que albergaven un ciclotró, la base de formigó armat es pot tornar radioactiva a causa de l'activació de neutrons. Es poden trobar sis importants isòtops radioactius de llarga vida ( 54 Mn, 55 Fe, 60 Co, 65 Zn, 133 Ba i 152 Eu) dins de nuclis de formigó afectats per neutrons. La radioactivitat residual es deu predominantment als oligoelements presents i, per tant, la quantitat de radioactivitat derivada de l'activació del ciclotró és minúscula, és a dir, pCi/go Bq/g . El límit d'emissió per a instal·lacions amb radioactivitat residual és de 25 mrem/any. A continuació es mostra un exemple de producció de 55 Fe a partir de l'activació del ferro a les barres d'acer que formen part del formigó armat:
54
26Fe + 1
0n → 55
26Fe

## Efectes sobre els materials en el temps
En qualsevol lloc amb un alt flux de neutrons, com dins dels nuclis dels reactors nuclears, l'activació de neutrons contribueix a l'erosió del material, per la qual cosa els materials del revestiment han d'eliminar-se periòdicament i tractar-se com a residus radioactius de baix nivell. Alguns materials estan més subjectes a l'activació de neutrons que altres, per la qual cosa un material de baixa activació escollit adequadament pot reduir significativament aquest problema (vegeu International Fusion Materials Irradiation Facility ). Per exemple, el crom-51 es pot formar mitjançant l'activació per neutrons de l'acer al crom (que conté Cr-50) exposat al flux de neutrons típic d'un reactor.
El carboni-14, generat amb més freqüència, però no exclusivament, per l'activació del nitrogen-14 atmosfèric per l'efecte de neutrons tèrmics (juntament amb la seva via de producció natural dominant a partir d'interaccions entre raigs còsmics i l'aire; i de la realització històrica de proves nuclears atmosfèriques ) també es genera en petites atmosfèriques. Molts dissenys de reactors nuclears contenen impureses de gas nitrogen al seu combustible nuclear, a l'aigua refrigerant ia causa de l'activació neutrònica de l'oxigen contingut a l'aigua mateixa. Els reactors reproductors (FBR) produeixen aproximadament un ordre de magnitud menys de C-14 que el tipus de reactor més comú, el reactor d'aigua a pressió, ja que els FBR no utilitzen aigua com a refrigerant primari.

## Usos

### Seguretat radiològica
Per als metges i responsables de seguretat radiològica, l'activació del sodi al cos humà a sodi-24 i del fòsfor a fòsfor-32 pot proporcionar una bona estimació immediata de l'exposició aguda accidental a neutrons.

#### Detecció de neutrons
Una manera de demostrar que s'ha produït la fusió nuclear dins d'un fusor és utilitzar un comptador Geiger per mesurar la radioactivitat de raigs gamma que es produeix a partir d'un full de paper d'alumini .
A l'enfocament de fusió ICF, el rendiment de la fusió de l'experiment (directament proporcional a la producció de neutrons) generalment es determina mesurant les emissions de raigs gamma d'objectius d'activació per neutrons d'alumini o coure. L'alumini pot capturar un neutró i generar sodi-24 radioactiu, que té una vida mitjana de 15 hores i una energia de desintegració beta de 5,514 MeV.
L'activació d'una sèrie d'elements objectiu de prova, com sofre, coure, tàntali i or, s'ha utilitzat per determinar el rendiment tant d'armes nuclears de fissió pura com d'armes termonuclears .

#### Anàlisi de materials
L'anàlisi per activació neutrònica és un dels mètodes més sensibles i precisos d'anàlisi d'oligoelements. No requereix preparació ni solubilització de mostres i, per tant, es pot aplicar a objectes que s'han de mantenir intactes, com ara una obra d'art valuosa. Encara que l'activació indueix radioactivitat a l'objecte, el seu nivell sol ser baix i la seva vida útil pot ser curta, per la qual cosa els seus efectes desapareixen aviat. En aquest sentit, l'activació neutrònica és un mètode d'anàlisi no destructiva.
A més a més, té l'avantatge que es pot fer in situ. Per exemple, l'alumini (Al-27) es pot activar capturant neutrons d'energia relativament baixa per produir l'isòtop Al-28 que es desintegra amb una vida mitjana de 2,3 minuts i amb una energia de desintegració de 4,642 MeV.  Aquest isòtop activat s'utilitza en l'extracció de petroli per determinar el contingut d'argila (l'argila és generalment un aluminosilicat ) de l'àrea subterrània sota exploració.
Els historiadors poden utilitzar l'activació per neutrons accidental per autenticar artefactes atòmics i materials subjectes a fluxos de neutrons a causa d'incidents de fissió. Aquest és el cas d'un dels isòtops rars de bari presents a la trinitita (la absència de la qual probablement signifiqui una mostra falsa del mineral), un producte de l'activació per neutrons de bari generada durant la Prova Trinity, originat per la lent d'explosió lenta a base de baratol (una barreja de TNT i el dispositiu).

### Producció de semiconductors
La irradiació amb neutrons es pot utilitzar per al processament d'oblies de silici de zona flotant per tal de desencadenar la transmutació fraccionada d'àtoms de silici (Si) en fòsfor (P) i, per tant, obtenir sectors de silici dopats del tipus n, segons la reacció:
{\displaystyle {\ce {_14^{30}Si}}+{\text{neutró}}\xrightarrow {} {\ce {_14^{31}Si}}+{\text{raig gamma}}\xrightarrow {2.62hr} {\ce {_15^{31}P}}+{\text{raig beta}}}